# Sport en Nouvelle-Calédonie
 (mai 2014).
- Si vous ne connaissez pas le sujet, laissez ce bandeau (vous pouvez alors contacter les auteurs).
- Si vous supprimez le contenu mis en cause (vous pouvez préalablement contacter les auteurs),

argumentez précisément cette suppression dans la page de discussion
(un manque de référence n'est pas un argument ; une recherche réelle de référence doit avoir été effectuée, être formellement documentée).
 (décembre 2014).
La pratique du sport est assez répandue en Nouvelle-Calédonie, île dont les paysages variés offrent de multiples possibilités d'activités sportives et de plein air, en plaine, en montagne et dans les lagons. Si cette pratique n'est pas aussi répandue qu'en France, certaines disciplines qui se retrouvent aux Jeux du Pacifique sont beaucoup pratiquées par les Néo-calédoniens. La Nouvelle-Calédonie est le territoire le plus titré, autant en nombre total de médailles qu'en or, aux Jeux du Pacifique Sud (devenus depuis 2011 simplement les Jeux du Pacifique) et aux Mini-Jeux du Pacifique. Elle a organisé à trois reprises cette manifestation régionale : en 1966, en 1987 et en 2011. Chacun de ces Jeux a été l'occasion d'importants chantiers d'infrastructures menés par les pouvoirs publics, surtout concentrés dans le Grand Nouméa. Ayant servi également de cadre à plusieurs compétitions internationales en sport nautique par le passé, l'archipel a notamment accueilli une des étapes annuelles du Kite Surf Pro.

## Athlétisme
En 1918, l'athlétisme et plusieurs sports émergent en Nouvelle Calédonie sous l’impulsion de Fernand Danger. Mordu de sport, le principal du collège Lapérouse va créer l’association « la Gauloise Calédonienne » qui rassemblait tous les jeunes collégiens autour du football et de l’athlétisme. Fernand Danger obtint un terrain devant le collège pour les entraînements mais comme les dimensions étaient assez restreintes, certaines courses à pied comme le 100 mètres et le 400 mètres se déroulaient dans la ligne droite de la rue Carcopino. C’est là que l’on vit se révéler des talents comme Henri Pinaud, Gaëtan Ollivaud, Henri Lafleur et Louis Yanamoto. Même si on pratique certaines épreuves depuis 1920, il faudra attendre l’année 1962 pour que les différents clubs se regroupent au sein d’une même ligue sous la présidence de Guy Robert.
En 1957, le stade du PLGC devient le premier terrain d’athlétisme avec une piste cendrée tracée de couloirs pour le 400 mètres, une ligne droite pour le 100 mètres et le 110 mètres haies ainsi que des espaces pour les sauts. Divers terrains de sport sont ensuite défrichés en Brousse et deux stades construits, l’un à l’île des Pins durant les années 1957-1958 et l’autre à Poindimié à la même époque. Les athlètes calédoniens ont brillé dans la spécialité des lancers, plus particulièrement le lancer du javelot. De nombreux spécialistes sont allés conquérir des titres de champion de France. En 1948, lors des jeux olympiques de Londres, un jeune calédonien fait partie de la délégation française : Robert Chefdhotel. Sa spécialité est le demi-fond, et plus particulièrement le 800 mètres où il fait figure de favori avec son compatriote Marcel Hasenne. Malheureusement, les deux tricolores manqueront leur rendez-vous dans cette course, mais pas lors du relais 4 × 400 mètres où l’équipe de France, avec Robert Chefdhotel, l’enfant de Faubourg-Blanchot, remporte la médaille de bronze. C'est la première médaille olympique remportée par un Calédonien.
En 1987, Alain Lazare réussit un incroyable pari : remporter toutes les courses, du 800 mètres au marathon.

### Grands noms
Jean-Paul Lakafia est l’un des plus grands lanceurs de javelot du Pacifique. Champion de France de la spécialité, il participe à la finale des Jeux olympiques de Los Angeles en 1984. 
Alain Lazare, originaire de Boulouparis, a remporté son premier titre de champion de France de marathon en 1983 à Rouffach. Suivront de nombreuses autres victoires et la participation à deux jeux olympiques, en 1984 à Los Angeles et en 1988 à Séoul. 
Champion de France de saut en hauteur, Paul Poaniewa a connu son heure de gloire en 1975 à Saint-Étienne. C’est là qu’il a battu le record de France en passant une barre à 2,26 mètres, la meilleure performance européenne de l’année qui le plaçait à 4 centimètres du record du monde.
Marathonienne de grand talent, Nadia Bernard-Prasad s’est illustrée dans les années 1990. Elle est devenue championne des États-Unis de course sur route en 1993 lors de la classique Boulder-Boulder. Dans la foulée, elle remporte le marathon de Los Angeles en 2 heures 30 minutes et 16 secondes. 
Christian Kaddour, originaire de Thio, demeure l’un des meilleurs sauteurs de l’histoire de l’athlétisme calédonien. Champion du monde militaire de saut en longueur en 1964, champion de France de triple saut en 1967, Christian Kaddour s’est également illustré lors des Jeux du Pacifique où il a remporté de nombreuses médailles d’or.
Martial Bone, lanceur de disque, 15 médailles de 1963 à 1987.
Madeleine Déouwi, lanceuse polyvalente (poids, javelot, disque), en handisport.
Pierre FAIRBANK, athlétisme Handisport. Course Fauteuil: 100/400/800. 6 fois qualifié aux jeux paralympiques. 8 Medailles 
Thierry CIBONE, athlétisme Handisport.
Lancer Ambulant et en fauteuil: poids et javelot. 4 jeux paralympiques. 6 Medailles 
Angélique Plaire, coureuse élite de trail et d'ultra trail, a fini seconde de l'Ultra-Trail Australia en 2019.

## Baseball

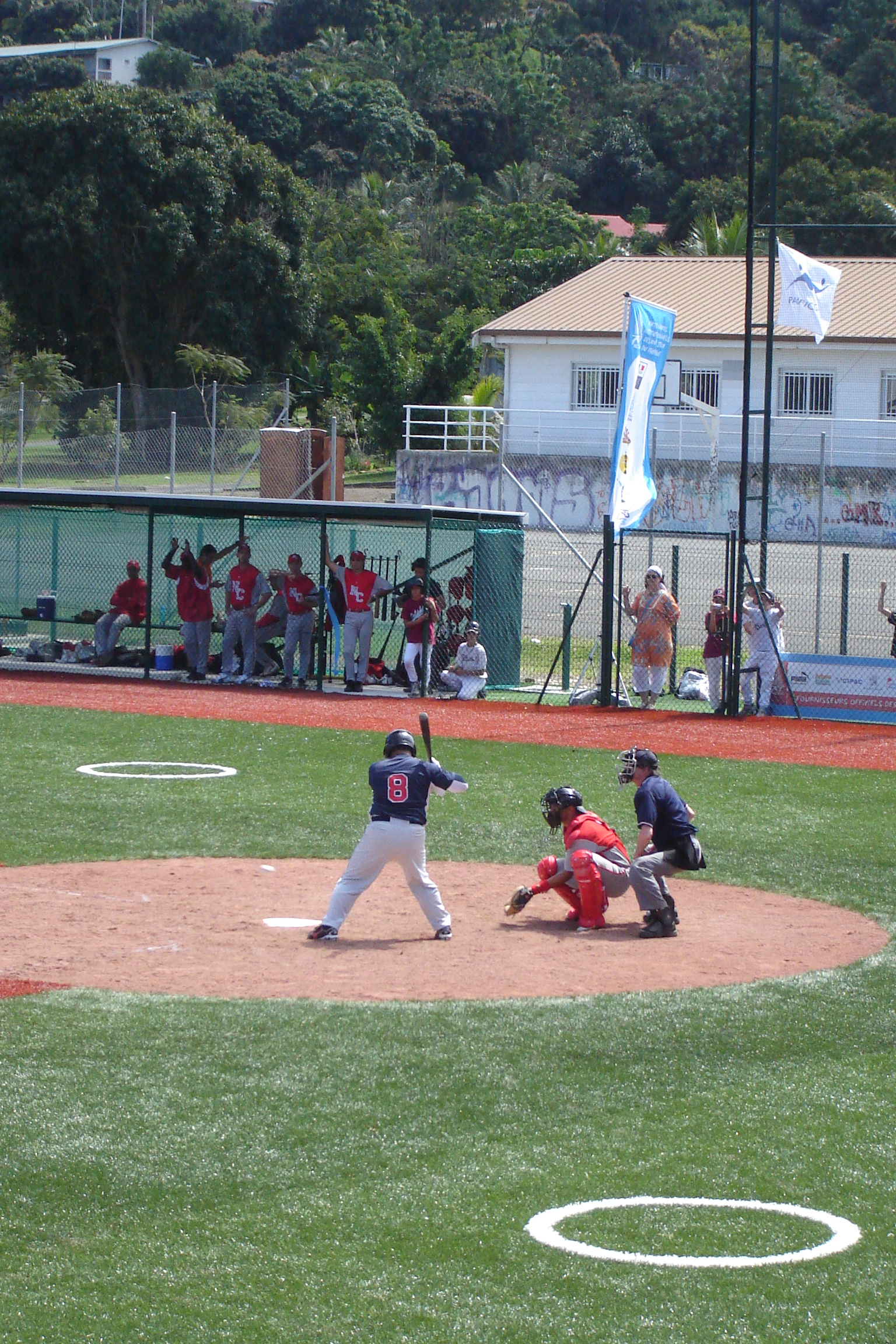
Match de baseball entre la Nouvelle-Calédonie (rouge et gris) et Guam (bleu et rouge) lors des Jeux du Pacifique de 2011 (score : 1-3)

Sport national aux États-Unis, le baseball a fait sa première apparition en Nouvelle-Calédonie pendant la Seconde Guerre mondiale. À cette époque, les américains ont disputé quelques matchs durant leur passage. Mais ce n’est qu’en 1991 que ce sport s’est réellement implanté sur le territoire. En Nouvelle-Calédonie, les équipes féminines jouent au softball, une variante du baseball qui se joue en salle. 

## Basket-ball
Sport roi aux États-Unis, le Basket-ball est implanté en Nouvelle-Calédonie depuis 1927. Cette année-là, Ernest Veyret forme des équipes pour animer la saison morte du football entre octobre et mars. Aujourd’hui, le phénomène dure toute l’année et s’étend sur tous les terrains. Les premiers matchs de basket sont disputés le dimanche à la fin des années 1920. Ils se jouent sur la place Bir-Hakeim, puis derrière la bibliothèque Bernheim sur ce qui deviendra le stade Veyret. Les débuts de la discipline sont plutôt discrets mais ce sport séduit les femmes. En 1928, Mme Deneef crée les deux premières équipes féminines. Malgré un réel engouement, symbolisé par la création de nombreux clubs dans les années 1950, le basket calédonien devra attendre 1966 et l’arrivée de Gérard Sturla pour structurer la discipline. Cet entraîneur, venu former la sélection pour les Jeux du Pacifique Sud disputés à Nouméa, va mettre en place une cellule de formation comprenant entraîneur, arbitre et chronométreur pour chaque équipe calédonienne. 

### Grands noms
Un calédonien sur les parquets américains, telle est la belle aventure vécue par Michel Casteix à la fin des années 1980, époque où il est repéré par les Harlems Globe Trotters de passage à Nouméa. Le Calédonien prend la direction de San Francisco pour les sélections au Martin Luther King Center. Et durant deux ans, il va s’amuser en pratiquant le basket-spectacle des Harlem Globe Trotters. 
Joueur à la Vallée-du-Tir puis à l’Indépendante, Angelo François Elocie va connaître les parquets du championnat de France, d’abord en Nationale 1 à Monaco, où il va faire ses classes au plus haut niveau, puis au Mans, un club où il passera ses meilleures années.

## Boxe
La boxe a été longtemps été, avec le football et le cyclisme, le sport vedette en Nouvelle-Calédonie. Le territoire a connu une période faste, de 1920 à 1980, avec de très grands champions, issus généralement de Maré. Les grandes soirées pugilistiques calédoniennes ont aussi permis la venue de quelques vedettes mondiales du ring, tel Briscoe et Valdès venus disputer une demi-finale mondiale. De 1972 à 1976, quelques-uns des plus grands champions viendront combattre en Nouvelle-Calédonie, des champions de France comme Jacques Van Mellaerts et Jean-Claude Bouttier mais aussi des vedettes tels Tony Mundine, Rodrigo Valdes ou encore Rocky Mattioli, qui ont tous disputé des championnats du monde.

### Grands noms
Maré est l’un des berceaux de la boxe calédonienne avec un homme, Henri Naisseline, grand amateur du noble art, et un club, le Nengone Sports, qui va former bon nombre de champions. Caea Doudi et Georges Champion mais aussi Ware Kaoutche et Noël Hmae, Jean Warésine Wayuo, Claude Pita, Joseph Jone, Mitra Kaloi et son frère Richard, élu de la province des Îles Loyauté qui a côtoyé les rings de 1975 à 1980.
Georges Champion a été le premier grand boxeur du territoire, un champion qui a fait des coups d’éclats dans les années 1940 sur les rings calédoniens et australiens. Caea Doudi s’est fait un nom dans les années 1950-1960 où il a régné sur la région Pacifique. En plus de cents combats, le solide boxeur de Netché n’est allé qu’une seule fois au tapis.
Charles Baou a réussi l'exploit de remporter trois titres de champion de France professionnel différents : chez les welters, les légers et les superlégers.

## Chasse sous-marine
La chasse sous-marine demeure l’une des disciplines les plus prisées des Calédoniens. Ils sont en effet nombreux à posséder l’arsenal nécessaire pour aller chasser le poisson dans les eaux du lagon. Chaque année, un championnat oppose les meilleurs chasseurs. Les premiers masques sous-marins sont arrivés fin 1946 en provenance des États-Unis. Avec une vitre en plastique et un tuba incorporé, ils étaient peu pratiques. L’année suivante, en 1947, les premiers fusils sous-marins débarquent sur le Caillou. Très vite, les fusils à ressort deviendront des arbalètes avec sandow en caoutchouc.

## Cricket

### Histoire
Le cricket a fait son apparition en Nouvelle-Calédonie, et notamment aux Îles Loyauté, à Maré, au siècle dernier. On situe vers 1900 les premiers matchs de cricket dans le district de Guahma, des confrontations masculines entre les tribus de Roh et Netché. Toutes les tribus protestantes y adhéreront et seront vite suivies par l'ensemble des Loyauté, surtout Maré et Lifou. Le cricket traditionnel s'est d'abord pratiqué lors des fêtes coutumières ou des grandes manifestations culturelles avant de devenir un sport de compétition avec la naissance d'une ligue et la création d'un championnat territorial et d'une Coupe de Calédonie. Le cricket est un sport prisé par les Kanaks. La Ligue de Nouvelle-Calédonie de cricket est créée le 3 décembre 1969, à l'initiative de Dick Ukeiwé.

### Grands noms
- Sylvie Adjougnique, Yvonne Katrawa, Némia Némia, Loza Lolohéa, Waiwe Wayaridri,

## Cyclisme

### Histoire
Le vélocipède a fait son apparition en Nouvelle-Calédonie en 1870 par le biais des frères Albe et Gabriel Gaveau qui ont fait confectionner à l'époque un vélocipède à deux places. Les premiers cycles seront importés en 1880 par Alfred Stilling qui en commande deux. Huit ans plus tard, une bonne cinquantaine de cycles parcourent les rues de Nouméa. Le Véloce Club Calédonien (VCC) est créé en 1891. Il est l'un des premiers clubs cyclistes de France. Le premier président se nomme Charles Loupias. Spécialiste des épreuves de vitesse, Jean Brock détient de nombreux records à cette époque au sein du WCC. Un comité de cyclisme qui deviendra le comité régional est créé en 1953 par Lucien Fontaine. Il en sera le président et lancera le projet du Tour de Calédonie qui deviendra l'une des plus belles courses amateurs du monde. La Nouvelle-Calédonie a accueilli de nombreux champions : Ercole Baldini, Lucien Aimar, Bernard Thévenet, Luis Oscana, Jacques Anquetil, Bernard Hinault. Gilbert Duclos-Lasalle, double vainqueur de Paris-Roubaix, et Laurent Fignon, double vainqueur du Tour de France, ont quant à eux participé au Tour de Calédonie. Les Six Jours font figure d'épreuve mythique dans le monde sportif calédonien. Au même titre que le Tour (course sur route), l'épreuve sur piste rencontre un formidable succès populaire.

### Vélodromes
Construit en 1895 au Receiving, le vélodrome Brunelet a été réaménagé en 1910 et éclairé en 1935. Durant la guerre, l'endroit va devenir la boulangerie du corps expéditionnaire de Nouvelle-Zélande. Il a été remis en état en 1946 puis en 1966 à l'occasion des jeux du pacifique, un second vélodrome est construit à Magenta, ce qui entraine la fermeture.  du premier vélodrome. Il y a aussi un second vélodrome dans la province nord sur la commune de VOH. Depuis 1999, la Nouvelle-Calédonie dispose d'un troisième vélodrome, celui de Nessadiou à Bourail, qui est venu s'ajouter à l'anneau de Magenta et à celui de Voh.

### Grands noms
Dans les années 1930, coiffé de son béret, Clément Germain est la vedette incontestée de la petite reine. Vainqueur en 1935 du champion australien Grant pye, le pistard calédonien est alors considéré comme le plus grand coureur cycliste du territoire.
Dans les années 1950, Christian Gastaldi remporte de nombreuses victoires dans les épreuves de cyclisme sur route. Champion de France des sociétés, vainqueur du Grand prix de France amateur à Montlhéry, quadruple champion de Calédonie et double vainqueur du Tour de Calédonie, Christian Gastaldi présente un très grand palmarès.
Champion de France de vitesse entre 1951 et 1953, André Beyney est passé tout près de la consécration mondiale et olympique. À 18 ans, le champion calédonien est malheureusement victime d'une chute lors des jeux d'Helsinki, ce qui l'empêche de réaliser son rêve olympique. Il terminera sa carrière sur une demi-finale mondiale à Zurich, en Suisse.
Depuis André Beyney, la Nouvelle-Calédonie a pu compter plus de 20 champions de France sur piste, le plus populaire étant Laurent Gané, champion des années 2000. Champion du monde de vitesse en 1999 à Berlin, il est devenu le premier champion olympique calédonien à Sydney l'année suivante. Médaille d'or remportée avec Florian Rousseau et Arnaud Tournant lors de l'épreuve de vitesse par équipe.
N'oublions pas le regretté Robert Sassone qui a été plusieurs fois champion de France sur piste et surtout champion du monde de l'américaine en 2001.

## Football

### Histoire

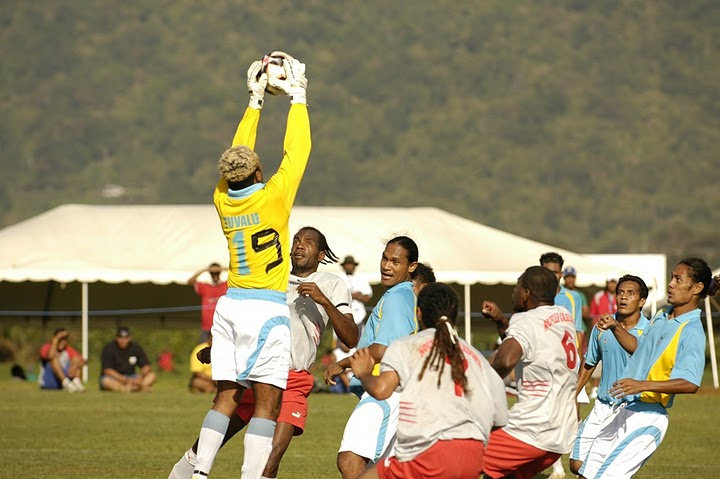
L'équipe de Nouvelle-Calédonie de football (gris et rouge) lors d'un match contre l'équipe des Tuvalu lors des Jeux du Pacifique Sud de 2007 (score : 1-0)

Le football s'est développé à Nouméa à partir de 1910 : c'est à l'armée que revient le mérite d'avoir introduit le football-association en Nouvelle-Calédonie grâce à un militaire nommé Tomasini. Il forma trois équipes à la caserne et c'est à l'occasion du passage du croiseur français Wontcalm à Nouméa que la meilleure équipe des militaires, sous le nom de Stade militaire nouméen, rencontre le 25 décembre 1910 les marins visiteurs et les bats 3 buts à 0. 
C'est à partir de 1914 que la municipalité de Nouméa réservera une place particulière pour la pratique du ballon rond. La Fédération calédonienne de football (FCF), émanation de la Fédération française, est créée le 1er mars 1928, grâce à l'action conjuguée des pionniers de l'époque, Numa Daly, René Milliard et le lieutenant Le Thomas. C'est Gustave Ley qui en sera le premier président. Elle est affiliée à la FIFA depuis le congrès tenu à Paris en mai 2004, et membre de l’OFC depuis juillet 2004. Le football reste un sport très populaire en Nouvelle-Calédonie. 

### Équipe de Nouvelle-Calédonie de football
L'équipe de Nouvelle-Calédonie de football est une sélection des meilleurs joueurs néo-calédoniens sous l'égide de la Fédération calédonienne de football. Elle participe aux compétitions de la Confédération du football d'Océanie et de la FIFA.
L'équipe nationale de Nouvelle-Calédonie, bien qu'émanant d'une fédération souveraine affiliée à la FIFA, est la seule sélection nationale au monde (avec Tahiti) à participer à une compétition régionale, la Coupe de l'Outre-Mer de football, organisée par une autre fédération souveraine, la Fédération française de football. La sélection est surnommée Les Cagous et joue ses matchs au Stade Numa-Daly. En mars 2020, elle est classée 156e au classement FIFA et son sélectionneur est Thierry Sardo.
Elle a remporté sept fois les Jeux du Pacifique en 1963, 1969, 1971, 1987, 2007, 2011 et 2015. Elle a terminé à la deuxième place lors de la Coupe d'Océanie et a fini cinquième lors de la Coupe de l'Outre-Mer en 2008. Elle n'a jamais réussi à se qualifier pour la Coupe du monde en 3 participations aux éliminatoires (2006, 2010 et 2014).
Il existe aussi l'équipe de Nouvelle-Calédonie de football féminin qui est entraînée par Kamaliele FITIALEATA et est 91e  au Classement FIFA en 2011.

### Championnat et Coupe nationale
Le championnat de Nouvelle-Calédonie de football a été créé en 1950, et porte aujourd'hui le nom de Championnat de la Super Ligue ou Division d'Honneur. La Coupe de Nouvelle-Calédonie de football a été créée en 1954.
Le championnat de la Super Ligue se déroule en plusieurs phases successives :
- Phase préliminaire : huit clubs de la Grande Terre, qui forment alors la « Super Ligue », s'affrontent en matchs allers et retours. Il s'agit alors des 6 clubs ayant obtenu le meilleur classement lors de la phase préliminaire de la saison précédente et des deux clubs champions des promotions d'honneur (la division 2 locale) des Provinces Sud et Province Nord. Si jamais le nombre requis de 8 n'est pas atteint, les clubs arrivés 7e ou 8e l'année précédente peuvent être repêchés, en sachant qu'un club ne peut être repêché plus de deux saisons consécutives. Cette phase préliminaire se déroule donc en 14 journées.
- Phase finale : qui se distingue elle-même entre les :
  - Play-Off : les trois clubs de Grande Terre arrivés en tête du classement de la phase préliminaire ainsi que le champion des Îles Loyauté s'affrontent en matchs allers et retours. Le club qui remporte les Play-Off devient alors champion de Nouvelle-Calédonie.
  - Play-Down : les 5 derniers de la phase préliminaire de la Grande Terre s'affrontent en matchs allers uniquement afin de déterminer les 2 clubs relégables pour la saison suivante en promotion d'honneur.

Le Championnat et la Coupe sont dominés par deux clubs depuis les années 2000 : l'AS Magenta et l'AS Mont-Dore qui totalisent 9 titres de champion à eux deux.

### Grands noms
- Antoine Kombouaré, ancien joueur et entraîneur du Paris Saint-Germain.
- Christian Karembeu, champion du monde en 1998 et champion d'Europe en 2000.
- Jacques Zimako, champion de France avec l'AS Saint-Étienne en 1981.
- Marc-Kanyan Case, ancien joueur su SC Bastia, du Nîmes Olympique et du Gazélec Ajaccio.

## Golf

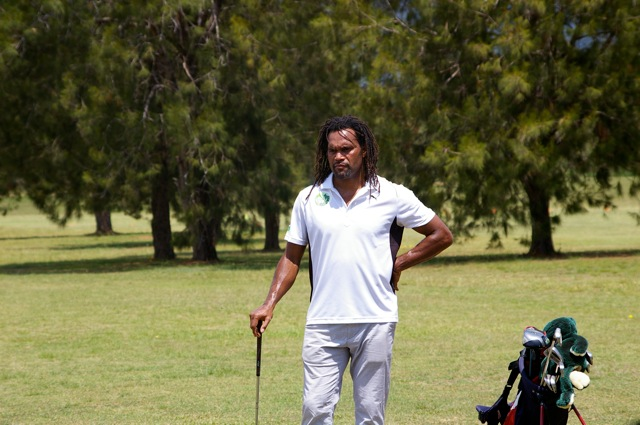
Christian Karembeu jouant au golf à la Ouenghi (Boulouparis) en 2012

Le premier terrain neuf-trous est créé à Dumbéa à la fin des années 1980. Les parcours complets, avec 18 trous, sont arrivés dans les années 1990. Aujourd’hui, la Nouvelle-Calédonie dispose de trois golf de 18 trous : à Tina (Nouméa), à la Ouenghi (Boulouparis) et à Dumbéa. Un practice a également été aménagé à l'hippodrome Henri Milliard.

## Gymnastique
La gymnastique est l’un des premiers sports qui a été pratiqué en Nouvelle-Calédonie. Depuis 1889 à l’initiative de la Nouméenne, société de tir et de gymnastique, n’a cessé de faire parler d’elle. D’autant plus que son enseignement est devenu obligatoire à l’école après la promulgation des lois Jules-Ferry. Arrivé le 11 décembre 1891 en Nouvelle-Calédonie, Marius Jocteur est un passionné de gymnastique. De 1908 à 1916, il est le directeur de la société de gymnastique la Néo-Calédonienne et insuffle un nouvel esprit au club. L’amour du sport et la loyauté de la compétition sont les deux crédos de Marius Jocteur dont le nom est donné au gymnase de la Néo-Calédonienne à Nouméa.
Disparu en 1963 à la suite d’un accident, Emile Castex laisse cette image de l’athlète parfait. Remarqué très jeune lorsqu’il participa et se classa brillamment au classement avec les félicitations du jury au concours de l’athlète complet, avant la guerre de 14-18, le gymnaste s’est donné corps et âme à sa discipline. Le 24 septembre 1962, il reçut la médaille d’or du Mérite national français.

## Handball
Pratiqué d’abord dans les établissements scolaires calédoniens, le handball va connaître un formidable essor en 1976, avec la création d’une ligue présidée par Pierre Stépanof. Le premier championnat calédonien a lieu lors de la saison 1976/1977 et au terme des 42 matchs disputés, l'équipe de l'ASLN Nouméa a remporté l'épreuve. Une coupe est disputée la même année et un championnat féminin est créé en 1978. La ligue comptera rapidement 700 licenciés et fera salle comble pour tous ses tournois jusqu’en 1988. 
En 2008, une équipe de Nouvelle-Calédonie participe au Championnat d'Océanie masculin de handball et remporte la compétition. Néanmoins, la fédération calédonienne n'étant pas reconnue par l'IHF (elle dépend de la Fédération française de handball), c’est l'Australie, deuxième, qui s’est vu décerner le billet qualificatif pour le Championnat du monde 2009. Par la suite, la Nouvelle-Calédonie ne participera pas à d'autres éditions de la compétition.

## Natation
Entourée d’eau, la Nouvelle-Calédonie a toujours baigné dans les sports nautiques. Au début des années 1920, le water-polo fait les beaux-jours des bains militaires. Il faudra attendre 1928 pour que les courses de natation soient inscrites au programme. Depuis la natation calédonienne n’a cessé de briller. Le premier comité de natation est créé en Nouvelle-Calédonie le 16 octobre 1928. À cette époque, Ernest Veyret demande une affiliation de la section water-polo de la Néo à la fédération française de natation et de sauvetage. Le premier comité de ce comité est Ernest Veyret, il est épaulé par un vice-président, le lieutenant le Thomas, et un secrétaire-trésorier, Numa-Daly. Le premier championnat officiel de Nouvelle-Calédonie a lieu le 3 février 1929. Les premiers titres décernés reviennent aux militaires Meztdorf (100 mètres nage libre), (Taghed (400 mètres), Lucien Fontaine (1 500 mètres) et Canaldo (100 mètres brasse). Comme les meilleurs éléments terminent leur engagement dans l’armée, Ernest Veyret et Numa Daly ont l’idée de les répartir dans trois équipes civiles : les Canards sauvages, les Marsouins et la Gauloise. La première piscine construite, celle du CNC (Cercle des nageurs calédoniens), est inaugurée le 6 juin 1966 à la pointe Chaleix. Dans la foulée, en octobre une seconde piscine est inaugurée au Ouen-Toro.
À 12 ans, Marie-Josée Kersaudy est la grande révélation des jeux de 1966. Chez elle, la jeune calédonienne va remporter sept médailles d’or en natation. Titulaire de l’équipe de France, la sirène du Pacifique participera aux Jeux olympiques de Mexico en 1968.
Dans les années 2000, plusieurs figures ayant transité ou toujours inscrites dans des clubs néo-calédoniens ont marqué la nation néo-calédonienne puis nationale voire internationale, notamment issues du CNC : peuvent être ainsi cités Diane Bui Duyet, Olivier Saminadin, Solenne Figuès, Reine-Victoria Weber, Lara Grangeon ou Hugo Tormento.

## Parachutisme
Des paysages sur le lagon à couper le souffle, une météo clémente toute l'année, une pratique dans un cadre réglementaire français, font de la Nouvelle-Calédonie un des meilleurs endroits au monde pour sauter. Mis en valeur par le film "45s d'éternité", le territoire est réputé dans le monde entier. Les écoles de parachutisme sont basées sur 3 zones de saut: Aérodrome de Poé, Aérodrome de la Foa, Kuendu Beach à Nouméa (départ de Magenta).

## Plongée sous-marine

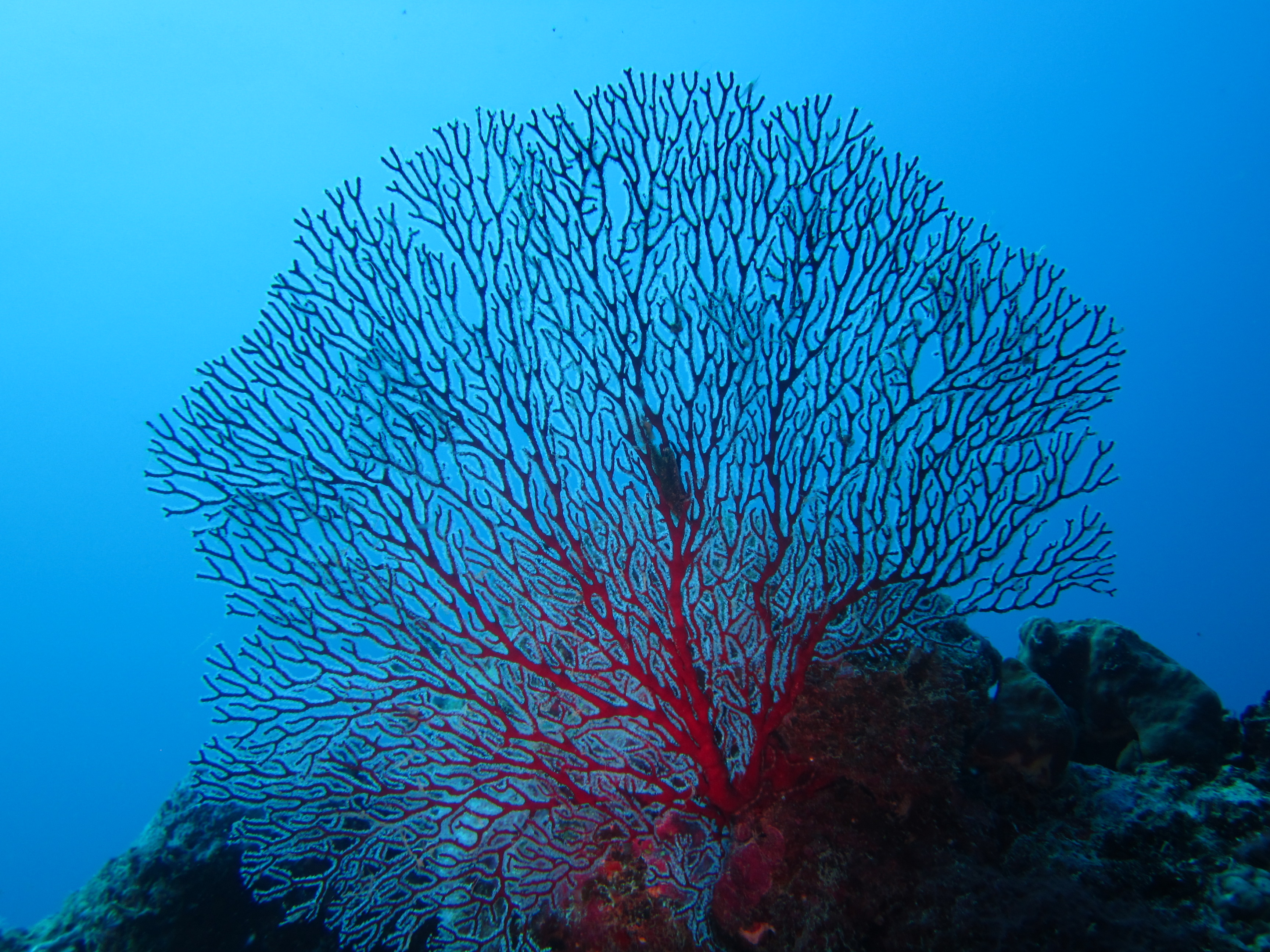
Gorgone du lagon calédonien

Protégé par une barrière de corail de plus de 1 600 km, l'archipel renferme le plus grand lagon du monde. La température de l'eau variant peu durant l'année (de 21 °C à 28 °C) des conditions idéales sont remplies pour le développement de la faune et de la flore. Autant dire que la Nouvelle-Calédonie est le paradis de la plongée sous-marine.
Des clubs existent à Noumea, Bourail, Hienghene, Poindimie, Lifou, Poum, Ouvéa et à l'île des Pins. Ils permettent d'admirer coraux, coquillages, tortues, poissons tropicaux, requins et raies manta qui peuplent le lagon.

## Rugby à XV

### Situation

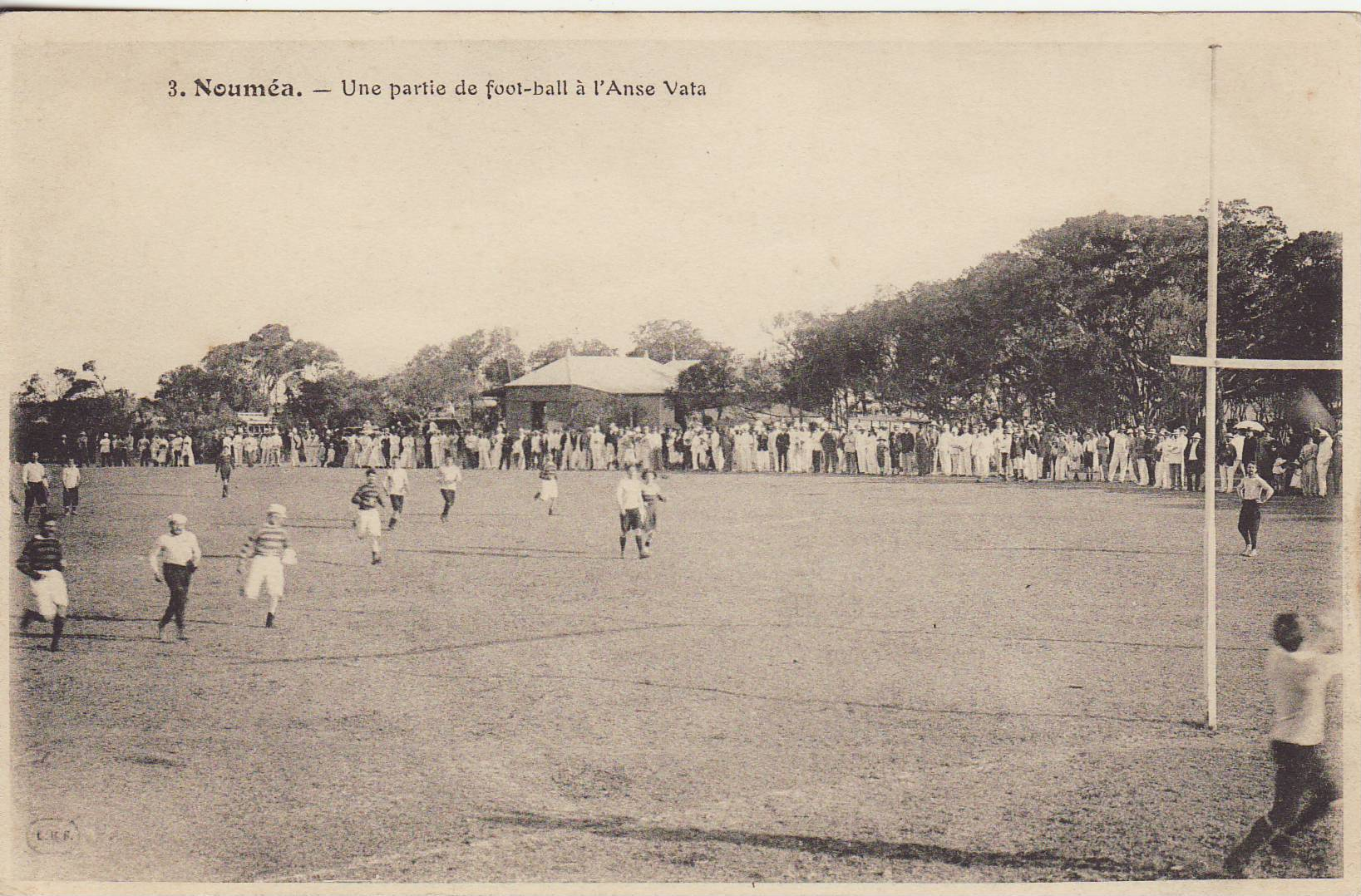
Match de rugby à XV à Nouméa, à la fin du XIXe siècle.

Capricieux, le rugby n’a jamais réussi à conquérir vraiment la Nouvelle-Calédonie. Des rebonds peu favorables qui n’ont pas empêché l’éclosion de quelques champions comme les frères Taofifénua, d'un certain intérêt au sein de la communauté wallisienne et futunienne et la passion d’un public toujours attiré par la grande-messe rugbystique. Le 26 juin 1972, l’équipe de France fait une halte au stade de Magenta pour y rencontrer une sélection du Pacifique. Les Tricolores reviennent d’une tournée triomphale en Australie et offrent un formidable spectacle aux 6 000 spectateurs présents dans les tribunes. 65-6 pour des Bleus emmenés par Skrela, Bastiat, Fouroux, Estève, Maso, Spanghero et Villepreux.[réf. nécessaire]
En 2015, la Ligue nationale de rugby valide la mise en place du premier centre de formation professionnel de rugby à XV en Nouvelle-Calédonie. Deux ans plus tard, un pôle espoir de la Fédération française de rugby est mis en place à Dumbéa, en 2017, et reçoit les jeunes joueurs de tous les clubs,.
L'équipe néo-calédonienne remporte en 1987 et 1995 la médaille d'or lors des Jeux du Pacifique Sud.

### Grands noms
Willy Taofifénua est le premier néo-calédonien à se faire connaître au sein du championnat de France de rugby à XV, formé au Stade montois et connaissant l'apogée de sa carrière avec le FC Grenoble avec une finale du Top 16 en 1993. Abraham Tolofua le rejoint à Grenoble dans la fin des années 1990. Taofifénua a été également le capitaine de l’équipe de France de rugby à sept. Ce troisième ligne est devenu ensuite entraîneur, notamment de son ancien club grenoblois, aux côtés de Jacques Delmas, Pierre Trémouille, Sylvain Bégon ou Dean Richards, qui permet au FCG, passé en Fédérale 1 en 2001, de regagner le Top 16 l'année suivante avant d'être de nouveau relégué en 2005. Il a par la suite entraîné les avants pour les Harlequins. Son frère, le talonneur Jean-Jacques, a également évolué au haut niveau national du rugby à XV. Ils ont tracé la voie pour tous les autres joueurs de Nouvelle-Calédonie qui ont tenté leur aventure en métropole.
Parmi ces derniers, le deuxième ligne Aliki Fakate vice-champion avec le Montpellier HR en 2011, et intègre à trois reprises l'équipe de France réserve en 2009. L'ailier Dimitri Pelo a d'abord connu une carrière en rugby à XIII : formé en Australie, il est finaliste de la Challenge Cup avec les Dragons Catalans en 2007. Puis il honore quatre sélections en équipe de France de rugby à XIII qui lui permettent de participer à la coupe du monde 2008, où la France est néanmoins éliminée dès la phase de poule, et au Tournoi des Quatre Nations 2009 pour la première participation tricolore à cette compétition qui se termine là-aussi par la dernière place. Il intègre ensuite le circuit du rugby à XV en 2010, d'abord avec le Montpellier HR avant de retourner en Océanie et rejoindre les Canberra Raiders : il est ainsi le deuxième joueur français, et le premier néo-calédonien, à jouer pour la franchise australienne.
En 2012, deux néo-calédoniens obtiennent leurs premières sélections au sein de l'Équipe de France de rugby à XV, pour un match de la tournée d'automne au Stade de France contre les Australiens : les deuxièmes ligne Sébastien Vahaamahina et Jocelino Suta, alors respectivement en club à l'USA Perpignan et au RC Toulon. Ils succèdent au troisième ligne centre du Biarritz olympique Raphaël Lakafia, titulaire en 2011 pour un match préparatoire et deux phases de poule de la coupe du monde, qui a des origines et attaches familiales en Nouvelle-Calédonie mais n'a toutefois pas grandi ni été initié au rugby dans l'archipel. De même pour Romain Taofifénua, fils de Willy, qui a réalisé deux matchs en équipe de France en 2012.

## Sports de combats
La communauté indonésienne, présente sur l’île depuis plus de cent ans, a toujours exercé son sport de prédilection : le pencak silat. Le pencak silat est un art martial indonésien, moyen d’autodéfense et de combat de guerre. Les techniques de défense du silat ne s’appuient pas sur la force physique, c’est pourquoi elles peuvent être exercées par tous. Pratiqué depuis longtemps par la communauté indonésienne, le pencak silat est aujourd’hui enseigné à l’ensemble des Calédoniens, Freddy et Alain Poniman en ayant fait la demande en 1988. Le silat se divise en trois parties : l’art, l’autodéfense et la spiritualité. L’aspect artistique utilise une gestuelle souple et esthétique. L’aspect défensif utilise des techniques de frappe et de réception des coups de l’adversaire. Avec ou sans arme, la défense se fera à distance éloignée, moyenne ou rapprochée. La spiritualité quant à elle aidera chacun à trouver sa voie, à être courageux, discipliné et loyal.
Dès 1950, le judo se fait connaître en métropole et quelques calédoniens n’hésitent pas à suivre des cours par correspondance. À cette époque, les leçons arrivent par courrier maritime. Les premiers adeptes de judo sont regroupés à la fin des années 1950 dans la demi-lune de l’Anse Vata que possède Jean Morault. À l’époque, il n’y a pas de tatamis au début mais une simple couche épaisse de sciure de bois. Les kimonos sont fabriqués artisanalement.
Introduit en 1977 par le maître coréen Kwon Bong Sik, le taekwondo est à l’honneur à partir des Jeux du Pacifique de 1987 à Nouméa. Depuis cette discipline n’a cessé de sortir des as comme Jean-Philippe Théas, plusieurs fois champion de France et sélectionné pour les Jeux Olympiques de Séoul. Henri Jouanno fut Président de la Ligue de Nouvelle-Calédonie durant 9 ans de 2002 à 2011. Grâce à son action et son dynamisme, le Taekwondo Calédonien a pu s'affilier à l'Oceanian Taekwondo Union et organiser les Océanias en Nouvelle-Calédonie, mais également s'affilier à la World Taekwondo Federation, et organiser par deux fois les tournois de qualification Olympique pour l'Océanie en Nouvelle-Calédonie.
Deux disciplines caractérisent le karaté. Le combat, au cours duquel deux adversaires s’affrontent, et le kata, une démonstration de maîtrise et de technique. La Nouvelle-Calédonie possède un grand champion de kata : Minh Dack.

## Sports hippiques et équestres

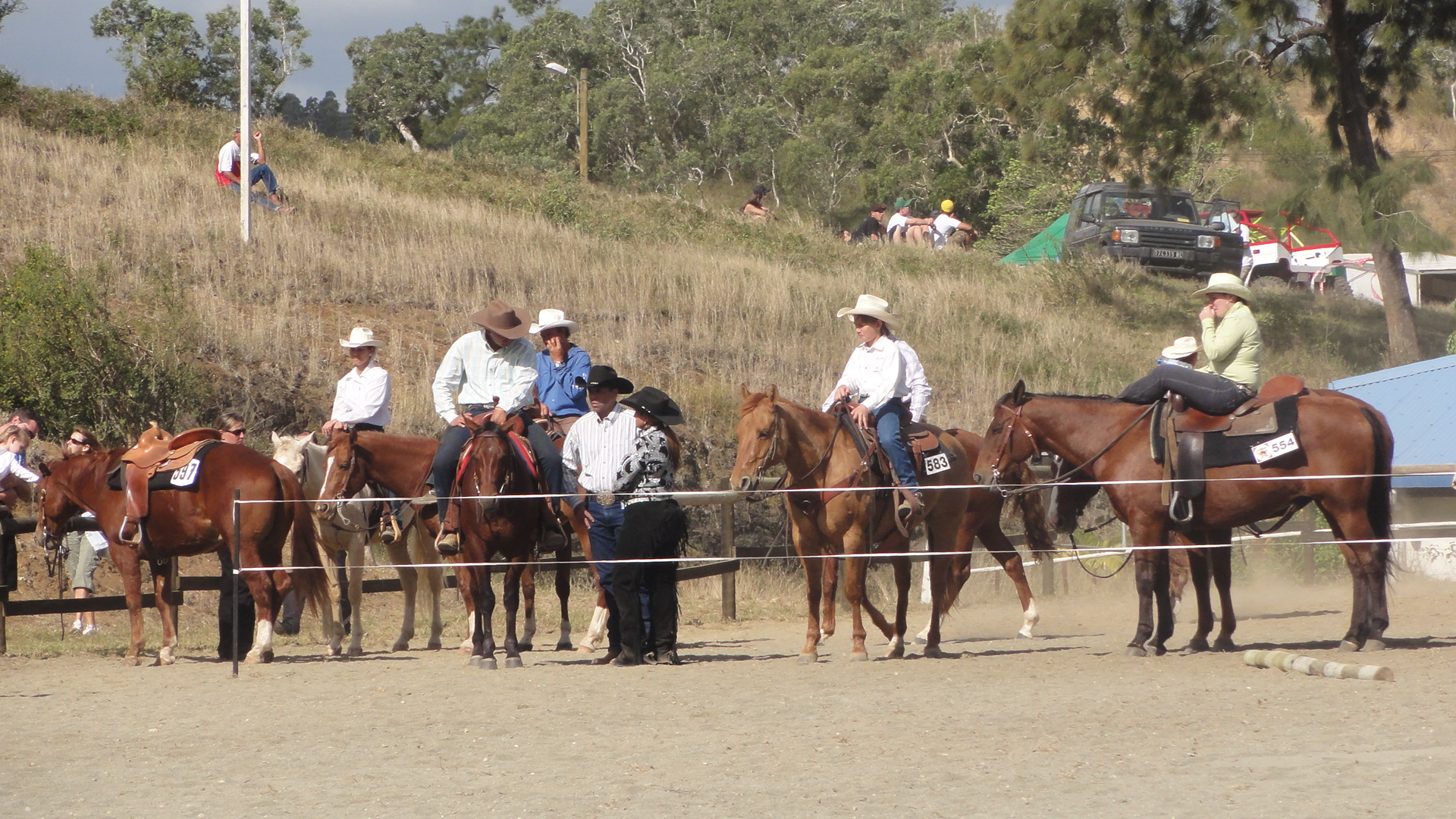
Le cheval est un élément important de la culture et de l'identité « Broussarde »

La Nouvelle-Calédonie est un pays où le cheval est roi, tant par l'importance et l'engouement local que peuvent susciter les sports hippiques ou équestres, mais aussi pour le fort rôle identitaire joué par cet animal au sein de la communauté néo-calédonienne de souche européenne (dite « Caldoche »), et tout particulièrement en Brousse.

### Sports hippiques
Les premières courses hippiques ont eu lieu le 16 août 1865, à l’occasion de la fête de l’empereur. C’est au cours d’un diner offert à Païta que Sheridan Witt, gérant des biens Paddon, regrette qu’il n’y ait pas de course de chevaux dans la colonie et suggère qu’il en soit organisé. L’idée fait son chemin et un comité est aussitôt créé. Il est créé Adolphe Boutan, ingénieur agricole et directeur de la ferme modèle de Yahoué. En 1865 à l’anse du Styx, rebaptisée aujourd’hui Baie des Citrons, sur les propriétés Tuband et Georges Welton, quatre courses sont inscrites au programme : le galop, le trot, les poneys et les haies. La course la plus prisée, le galop, est remportée par Coquet, cheval appartenant à Mme Guillain, la femme du gouverneur. Depuis, le succès populaire de ces rendez-vous ne s’est pas démenti au fil des années avec la ‘’Winfield Coupe Clarke’’, grande vedette de la saison. 
À partir de 1880, les courses se disputent sur l’hippodrome de Magenta. Elles sont organisées par la Société calédonienne des courses. La Société des sports de Nouvelle-Calédonie, présidée par Alphonse Dillenseger, prendra ensuite le relais et occupera les lieux de 1929 à 1939.
Aujourd’hui, les courses organisées à Nouméa se disputent sur l’hippodrome Henri Milliard. D’autres hippodromes se trouvent à Boulouparis, La Foa et Bourail (Hippodrome de Téné).

#### Grands noms
Homme d’affaires et homme politique, Henry Milliard a beaucoup œuvré pour le sport calédonien. Président de différents clubs et de la Société de courses, il a cherché le lieu idéal pour remplacer l’hippodrome de Magenta, devenu aérodrome durant la guerre. Aujourd’hui, l’hippodrome porte son nom.

### Sports équestres
Longtemps dans l’ombre des courses hippiques, les épreuves équestres ont dû attendre l’après-guerre pour sortir de l’ornière et devenir un sport à part entière. L’équitation est aujourd’hui[Quand ?] de plus en plus populaire en Nouvelle-Calédonie.
Le premier club, celui de l'Étrier, a été fondé le 24 août 1947, sous le parrainage du gouverneur Georges Parisot (premier président d'honneur) et du commandant supérieur (Comsup) des troupes en Nouvelle-Calédonie, le colonel Labadie (son premier président), et à l'initiative de plusieurs personnalités locales du monde des sports hippiques, de l'élevage ou propriétaires de chevaux (Raymond Martin, Henri Leleu, Henri Léoni ou le maire de Nouméa Roger Laroque). Une première carrière est tracée au jardin militaire en 1947. Un an après, le club déménage sur le champ de course Henri Milliard avant de trouver sa place définitive dans le quartier de Rivière-salée à la sortie nord de Nouméa.
Par la suite, d'autres clubs ont été créés : le club de la Gourmette à Nouméa, et en Brousse la Crinière de Koumac, l’ACNO à Koné, les Haras de Tontouta et la Cravache du Mont-Dore.

### Rodéo

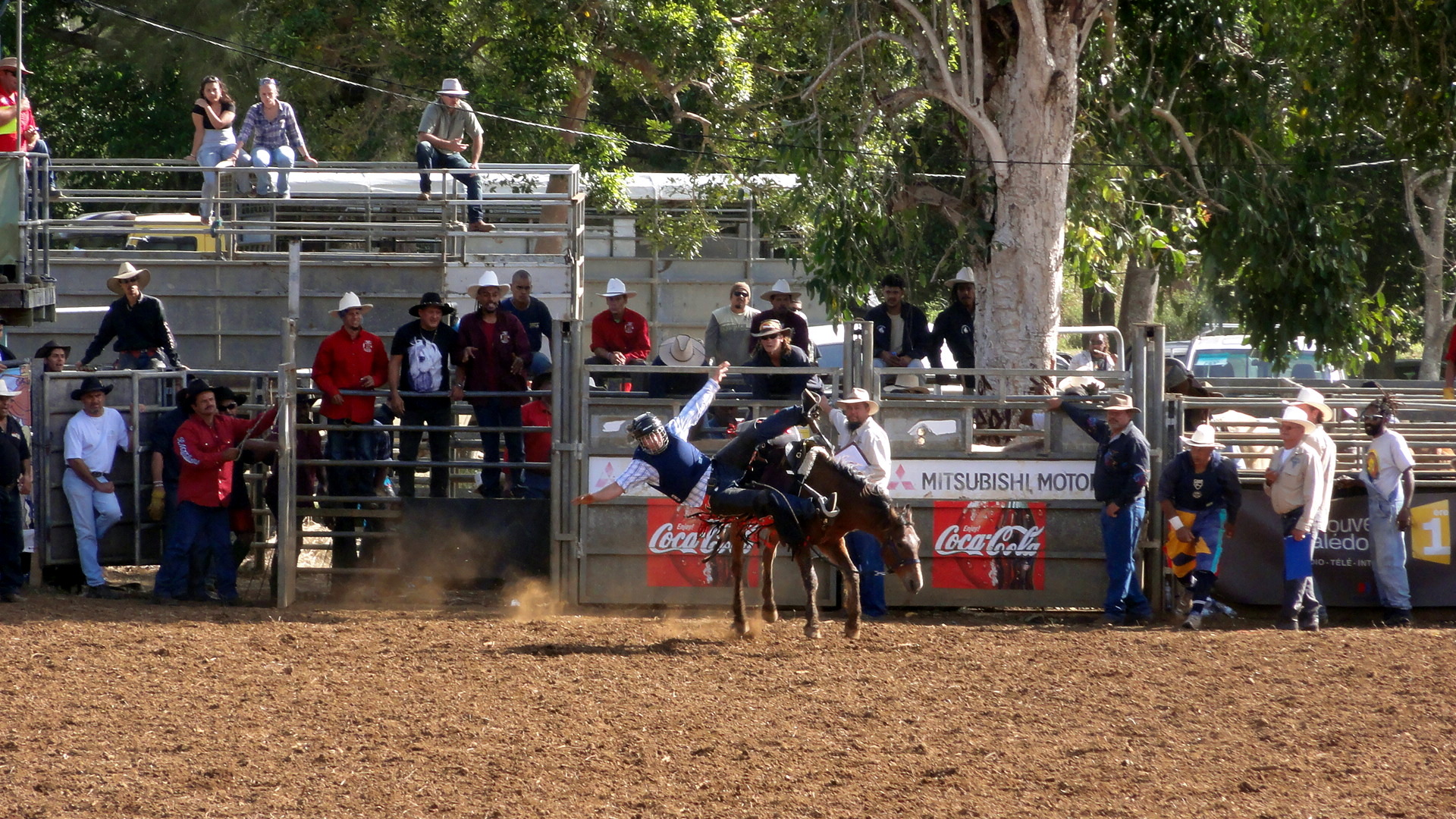
Rodéo sur cheval à la foire de Bourail de 2011

Une forme particulière d'évènement sportif lié au cheval, importée du monde anglo-saxon environnant et très populaire surtout en Brousse, reste le rodéo (sur cheval mais aussi sur taureau). Le plus important et le plus fréquenté reste celui de la foire de Bourail, organisée chaque année lors du week-end de la semaine du 15 août (le rodéo y est alors associé à d'autres jeux équestres, notamment une fantasia), mais d'autres se tiennent également à la foire de Koumac et du Nord à la fin du mois de septembre ou à la fête du bœuf de Païta à la fin du mois d'octobre.

## Sports nautiqueset de glisse

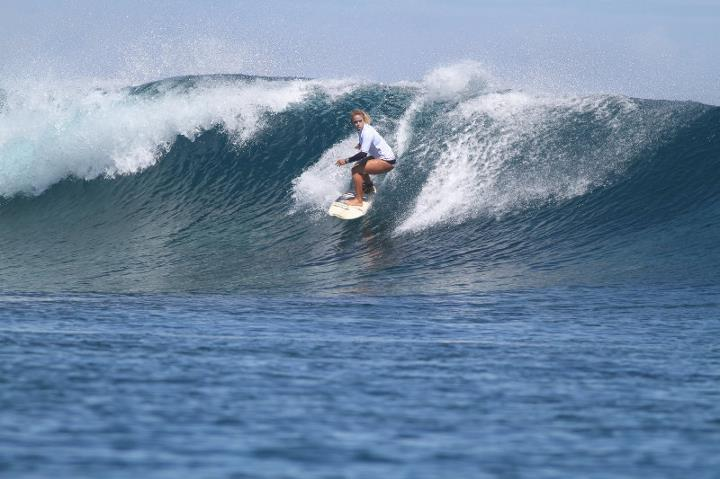
La surfeuse Jenna Cinedrawa, à Bourail

Surf, planche à voile, ski nautique et wakeboard ont naturellement trouvé leur place dans le lagon calédonien. Le trophée des Alizées a lieu tous les deux ans et réunit des véliplanchistes du monde entier. Depuis de nombreuses années, la Nouvelle-Calédonie a organisé les plus grandes épreuves nautiques. Le championnat du monde de planche olympique a lieu en 1999 sur le plan d’eau de Sainte-Marie, suivi par celui de Hobie Cat 16 en 2002. Dans les années 1990 à Nouméa, la Noumea Cup rassemblait les meilleurs funboarders du monde.
Michel Quintin est le premier sportif calédonien sacré champion du monde. En 1987, il remporte sa première couronne mondiale au Canada. Trois ans plus tard, Michel Quintin remet ça et s’impose dans le championnat du monde organisé en Argentine. Son seul petit regret est d’avoir participé aux Jeux olympiques de Séoul (1988) en tant que remplaçant de Robert Nagy. En planche, un seul compétiteur par nation est inscrit dans les compétitions. Robert Teriitehau a pour sa part été à trois reprises champion du monde indoor en funboard, et vice-champion du monde toute discipline confondue de ce sport en 1995.
La principale infrastructure aménagée reste celle de la Côte blanche à Nouméa, inaugurée en 1995 et agrandie en 2011, avec trois puis quatre plages artificielles séparées par des digues enrochées et un terre-plein central servant de parc de stationnement et accueillant un restaurant et les bâtiments du Centre d'activité nautiques (CAN) de la Province Sud. Celui-ci, qui assure une mission de service public d'encadrement des activités nautiques menées dans le cadre des programmes scolaires, dispense également des stages, des classes de mer (avec des dortoirs et un réfectoire ouverts en 2012) et des cours dans différentes disciplines (optimist, laser radial ou standard, open bic, kayak de mer, planche à voile) en période de vacances. Trois clubs associatifs sont également implantés sur le site : la Société des régates calédoniennes (SRC, optimist et laser), le Hobie Cat Club (HCC) et l'Association calédonienne de planche et de voile (ACPV). Parmi les spots naturels populaires, non spécifiquement aménagés pour la pratique de ces sports, figurent les baies de l'Anse Vata et de Magenta essentiellement pour le funboard, la Pointe Magnin et la baie de Magenta pour le kitesurf ou encore la baie de la Roche Percée, sur le territoire de la commune de Bourail, qui est l'un des rares spots de surf à être fréquentés en Nouvelle-Calédonie.

### Voile
Le Cercle Nautique Calédonien (CNC), association créée en 1948, forte de 1900 membres (en 2016), organise des régates, dans le lagon, (mais aussi à Vanuatu, en Nouvelle-Zélande et en Australie). Il organise des compétitions, Trophée des Jeunes Marins, New Caledonia Groupama Race, Championnat du Monde Jeunes de Match Race. La 5e édition du New Calédonia Groupama Race, le Tour de Nouvelle Calédonie à la voile, se tient le 25 septembre 2016, avec départ au Rocher à la voile (Nouméa).

## Tennis
Loisir de la haute société, le tennis est longtemps resté un simple divertissement en Nouvelle-Calédonie. Cependant, après la Seconde Guerre mondiale, ce jeu qui oppose deux ou quatre joueurs s’est démocratisé au fil des années. Avec une star incontestée de la discipline, Wanaro N'Godrella, l’un des meilleurs joueurs français des années 1970. La ligue de tennis de Nouvelle-Calédonie est créée en 1954. Roger Kaddour en est le premier président. Avec Gérard Berge et Marcel Tutsui, cette génération  de dirigeants va modifier totalement la pratique de la discipline. Le tennis devient un véritable sport alors qu’il avait été jusque-là un loisir, seulement pratiqué par l’élite. L’équipe de Roger Kaddour veut atteindre le plus haut niveau national. Elle y parviendra avec l’éclosion d’un grand champion : Wanaro N'Godrella. La création du premier court de tennis calédonien remonte à 1988. Il s’agissait d’un terrain à l’usage des militaires. Cependant, lorsque ceux-ci ont acquis leur propre court dans l’enceinte militaire, l’espace Coffyn a été repris par les sociétaires du Tennis Club. À cette époque, quelques familles possèdent leur court privé.

### Grands noms
Wanaro N'Godrella est le grand champion de tennis calédonien. Originaire de Lifou, le jeune Kanak joue au tennis car sa tante garde le club du Mont-Coffyn. C’est là qu’un célèbre entraîneur australien, John Hillbrand, va le remarquer et l’emmener avec lui se perfectionner à Melbourne. Dans les années 1970, Wannaro N’Godrela est lancé dans le grand bain de la compétition internationale. En 1973, il est classé 4e joueur français et dans les 60 meilleurs joueurs du monde. À son palmarès : Les quarts de finale des Internationaux d’Australie, une finale à Perth et une à Hobart. Il sera également sélectionné en équipe de France pour disputer les épreuves de Coupe Davis.
Autres : Christian Selefen, etc.

## Tennis de table
Dès qu’il apparaît dans le commerce au début du siècle, le jeu devient très populaire. Le nom de ping-pong lui fut donné au début du XXe siècle, par antonomase, en référence à une marque de raquette populaire aux États-Unis, elle-même déformant la prononciation en mandarin de la discipline, ping pang qiu (乒乓球). En 1870, le premier match de tennis de table fut disputé par deux étudiants de Cambridge en Angleterre. Né véritablement en 1959 en Nouvelle-Calédonie grâce au ping-pong calédonien présidé par Eugène Bizeul, le tennis de table sera affilié à la fédération française de tennis l’année suivante. Mais ce n’est que dix ans plus tard, en 1970, que le comité régional deviendra ligue calédonienne de tennis de table. La principale infrastructure reste la salle Jean-Noyant, dans le quartier du Motor Pool à Nouméa, gérée par le Comité provincial sud de tennis de table.

## Volley-ball
Sport de masse, le volley-ball apparaît en Nouvelle-Calédonie sous la forme d’un jeu dès 1955. Plus qu’un sport codifié, c’est d’abord et avant tout un exercice récréatif. Il faudra attendre 1965 et la venue de Marcel Mathoré pour que le volley se structure et devienne une discipline à part entière.

### Grands noms
Georges Sao est l’un des plus grands joueurs calédoniens de volley. À 22 ans, il joue en Nationale 1 au Stade Français où il s’impose rapidement au plus haut niveau. Ensuite Georges Sao reviendra sur le territoire pour y gagner les Jeux du Pacifique 1987 à Nouméa. Passionné, il arrêtera le volley après avoir été ordonné prêtre en 1993. 
Marcel Mathoré est un grand monsieur du volley calédonien. Arrivé en 1965 sur le territoire, l’homme, à la fois entraîneur et dirigeant, va complètement organiser ce sport en créant une ligue puis en entraînant la sélection qui brillera à de nombreuses reprises lors des Jeux du Pacifique. Il faut préciser que cet excellent joueur a été formé à l'âge de 12 ans sur le terrain en plein air du P.L.G.C. par JEAN YVES ARROYO, alors capitaine de la sélection de Nouvelle CALÉDONIE. Ce dernier arrivé en 1966 (1 ans après son entraîneur national Marcel Mathoré) a été pendant 15 ans capitaine de la sélection Calédonienne qui ensemble ont remporté 3 médailles d'or  aux jeux du Pacifique : Port Moresby, Papeete, Guam et 1 d'argent aux Fidji. JEAN YVES ARROYO (1946-2019) a été joueur en national 1, finaliste des championnats de France avec le Stade Marseillais Universitaire Club (S.M.U.C. ). Il a été sous la direction technique de M.Mathoré, en ÉQUIPE de France Espoir en 1965. ENFIN il a dû décliner 2 offres : sélection en FRANCE B et Surtout le Bataillon de Joinville à cause de son départ pour Nouméa en 1966. Joueur de talent ayant contribué avec Marcel à l'explosion du Volley Ball à travers le Pacifique en ayant participé avec toute l'équipe, au développement de ce sport en Australie et en Nouvelle-Zélande, où été donnés à cette époque des stages de démonstration et d'initiation à ces deux pays qui maintenant sont passés sur le plan mondial. N'oublions pas de citer des joueurs d'exception qui ont beaucoup enrichi le Volley : Clovis LOGOLOGOFALAU, Jacques WAWANABU dit "quéqué" et tous les autres joueurs qui ont fait à l'époque la grande fierté de tous les Calédoniens.